# Wilhelm Hanebal
Wilhelm Hanebal (* 29. Dezember 1905 in Steinheim; † 3. April 1982 in Meerbusch-Büderich; Vorname häufig verkürzt als Willy oder Will) war ein deutscher Bildhauer.

## Leben

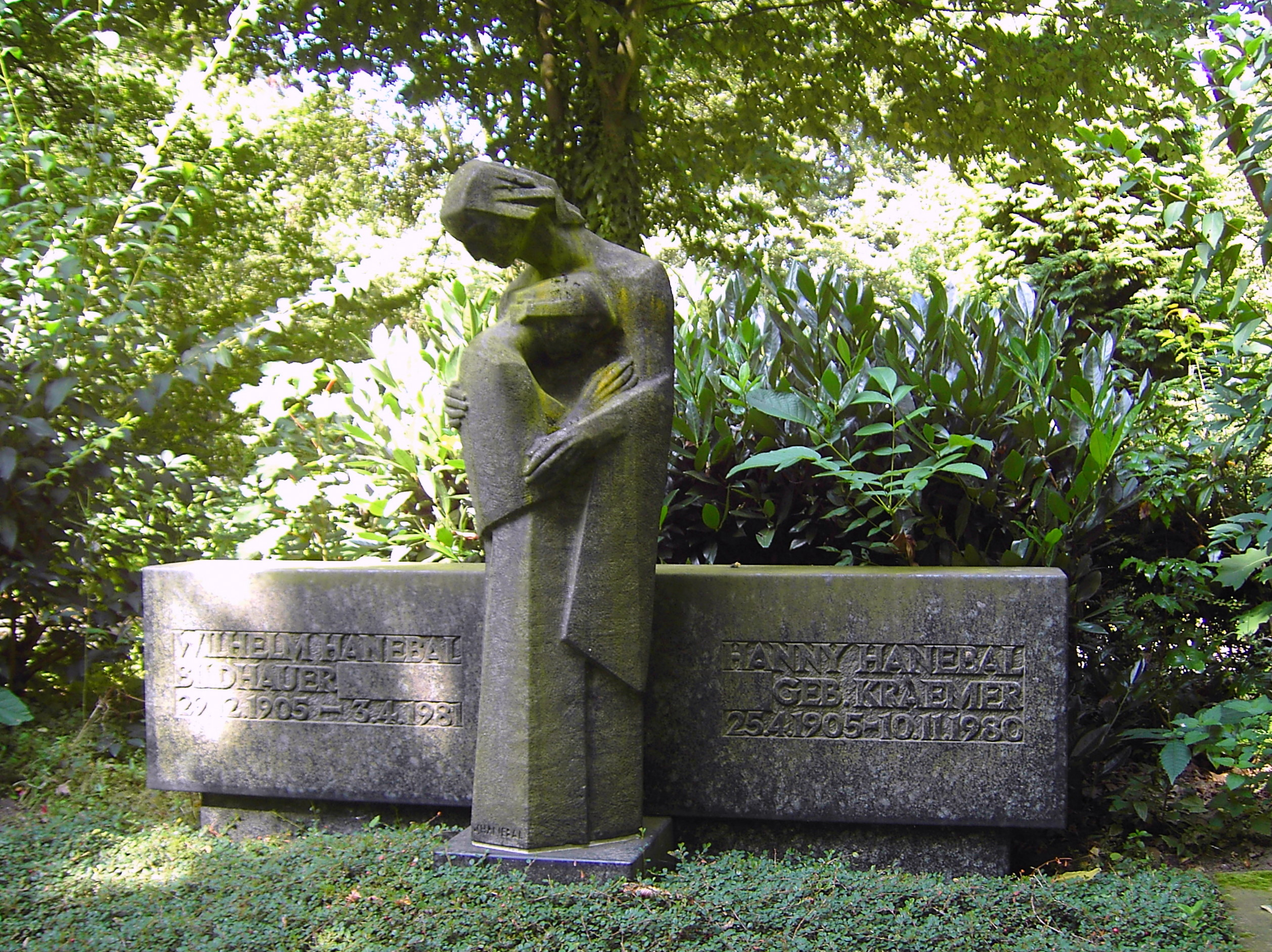
Grabstätte Hanebal mit Figurengruppe Trauernde, Friedhof Büderich

Nach dem frühen Tod seines Vaters, des Tischlermeisters Wilhelm Hanebal, absolvierte Hanebal ab 1919 nach seinem Schulabschluss eine Handwerkslehre als Holzbildhauer bei Franz Finkeldei in Steinheim. Ab 1929 besucht er in Düsseldorf die Werkkunstschule, die Privatkunstschule von Hans Carp und nahm Kurse an der Kunstakademie. Seine erste Ausstellung fand bereits 1922 statt. Abgesehen von einem mehrmonatigen Aufenthalt in Berlin 1940 war Hanebal von 1929 bis 1942 auf der Drakestraße 4 im Atelierhaus von Albert Pehle in Düsseldorf-Oberkassel gemeldet, wo später Joseph Beuys Wohnung und Atelier hatte. Schon in den 1930er Jahren schuf Hanebal monumentale Ehrenmale.
In der Zeit des Nationalsozialismus war Hanebal Mitglied der Reichskammer der bildenden Künste. Für diese Zeit ist seine Teilnahme an 18 Gruppenausstellungen sicher belegt.  Er schuf nun „zeitgemäße“ und kriegsverherrlichende Plastiken, u. a. eine Hitlerbüste. Er war u. a. 1938, 1939, 1941 und 1943 mit acht Plastiken auf der Großen Deutschen Kunstausstellung in München vertreten, darunter 1938 die Bronze-Statuette Kniende, die Hitler für 550 RM erwarb, und 1943 die Büste General von B.
Hanebal beantragte am 7. Dezember 1937 die Aufnahme in die NSDAP und wurde rückwirkend zum 1. Mai desselben Jahres aufgenommen (Mitgliedsnummer 5.921.185). Da das seine Biografen nicht thematisiert hatten, führte es nach Bekanntwerden 2018 in Steinheim/Westf. zu einer Diskussion über ein dort im Rathaus ausgestelltes Werk.
Nach seiner Heirat 1941 bezog Hanebal die Johannes-Kirschbaum-Straße 14 in Büderich (seit 1972 Teil von Meerbusch), wo er bis zu seinem Tod lebte und arbeitete. Er ist auf dem dortigen Friedhof bestattet. Ab 1950 hatte er eine Werkstatt in der Nähe seines Hauses. Als er in der Nachkriegszeit zunehmend Großaufträge für Mahnmale aus Stein bekam, verlegte er 1955 auf Drängen der Nachbarschaft seine Werkstatt auf das Apelter Feld in Büderich.
Neben den Großplastiken schuf Hanebal zahlreiche realistisch aufgefasste Porträts sowie weitere kleinere Skulpturen in Holz, Stein und Bronze, auch religiöse Auftragsarbeiten, darunter 14 Schieferreliefs für den Kreuzweg um den Büdericher Dyckhof.
Typisch für Hanebals Stil sind stilisierte Figuren in kantigen Formen. Nach 1945 zeichnen sich seine Skulpturen zunehmend durch klare Linienführung und großzügig nebeneinander gesetzte Flächen aus. Er orientierte sich stark an der klassischen deutschen expressionistischen Plastik, wie man sie beispielsweise von Ernst Barlach kennt.
In Büderich wurde ihm zu Ehren der Will-Hanebal-Platz benannt.

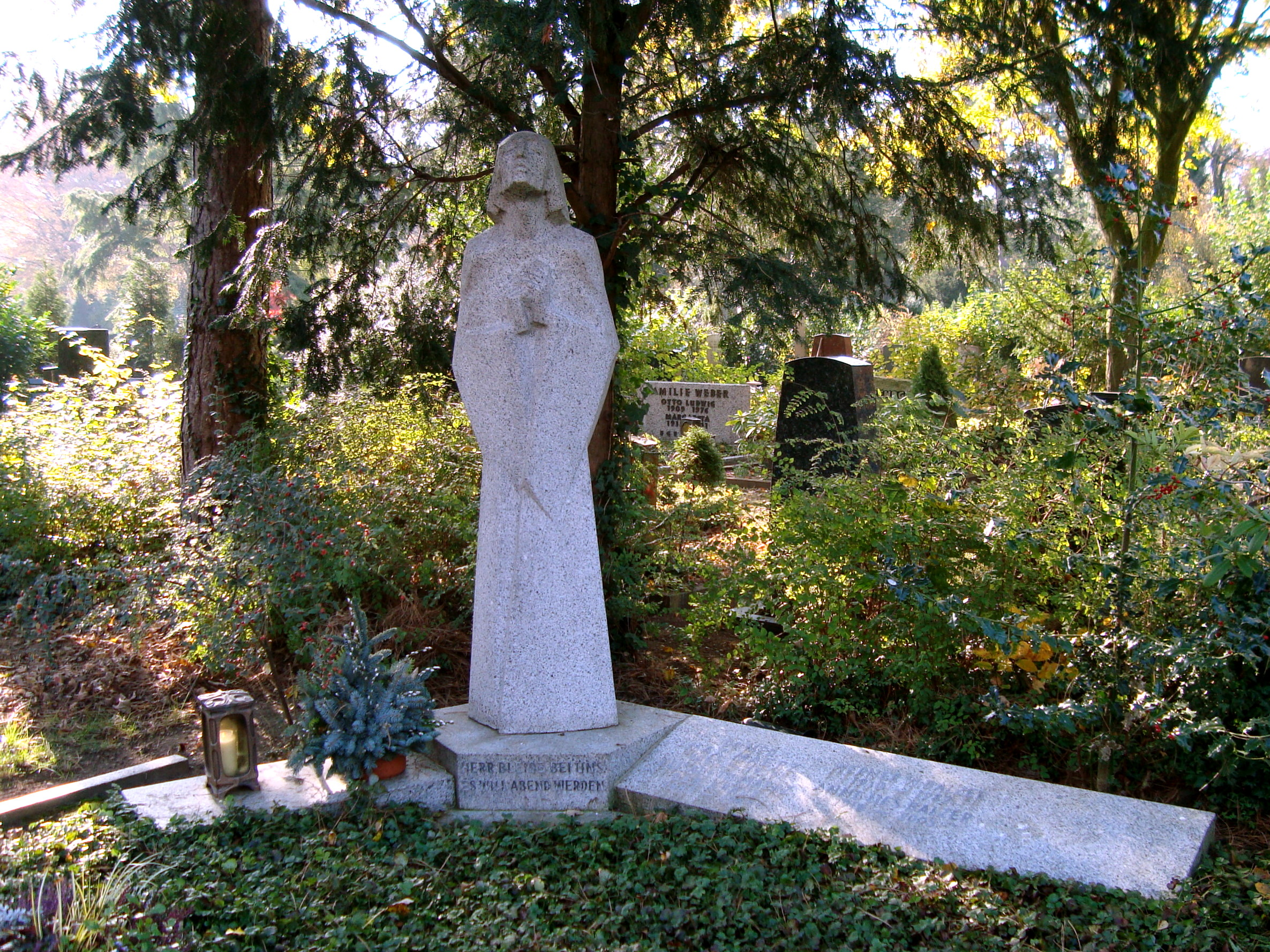
Grabmal Maerz-Balzer, um 1956, Friedhof Düsseldorf-Heerdt
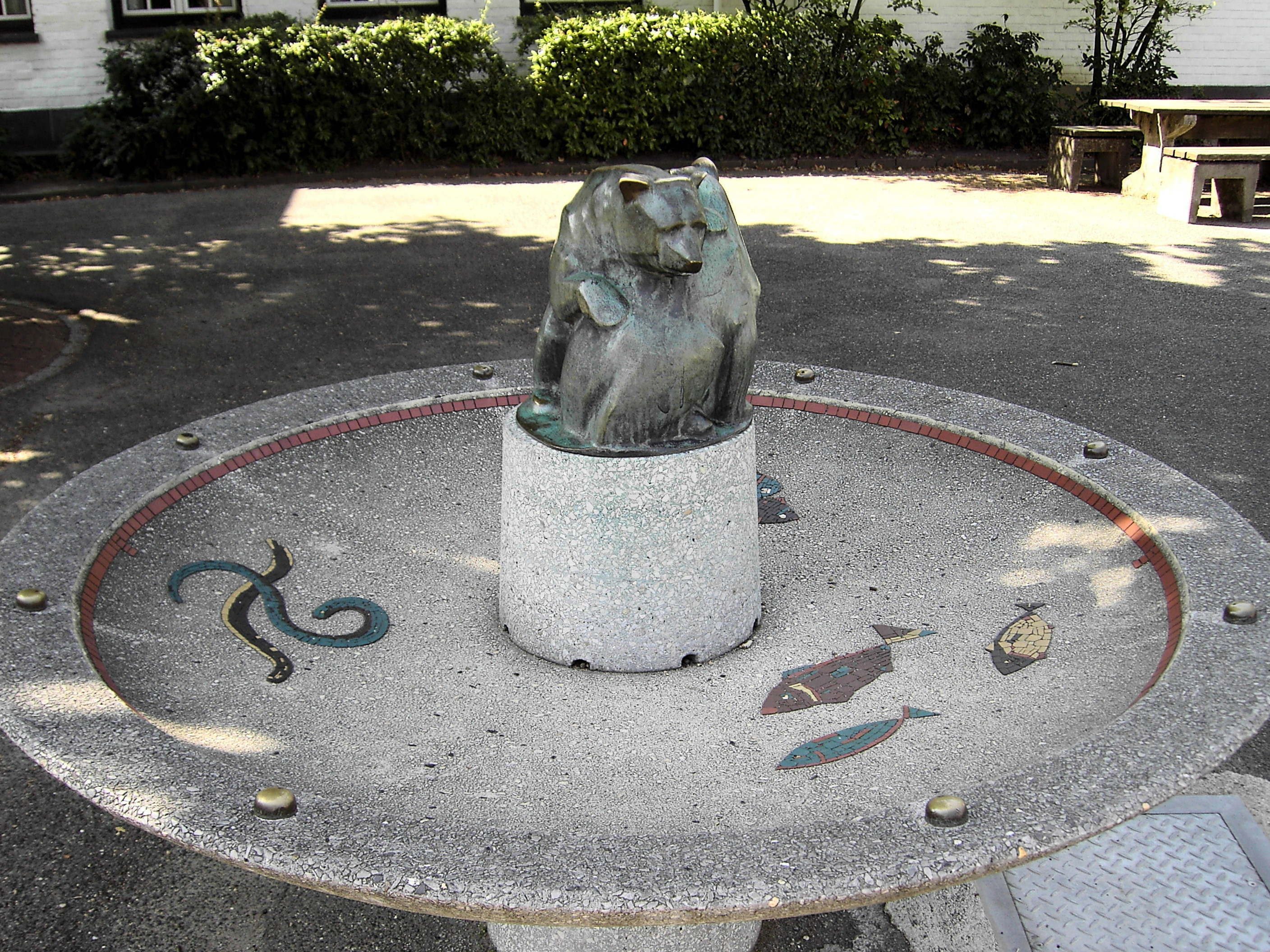
Bärenbrunnen, 1960, Meerbusch-Büderich
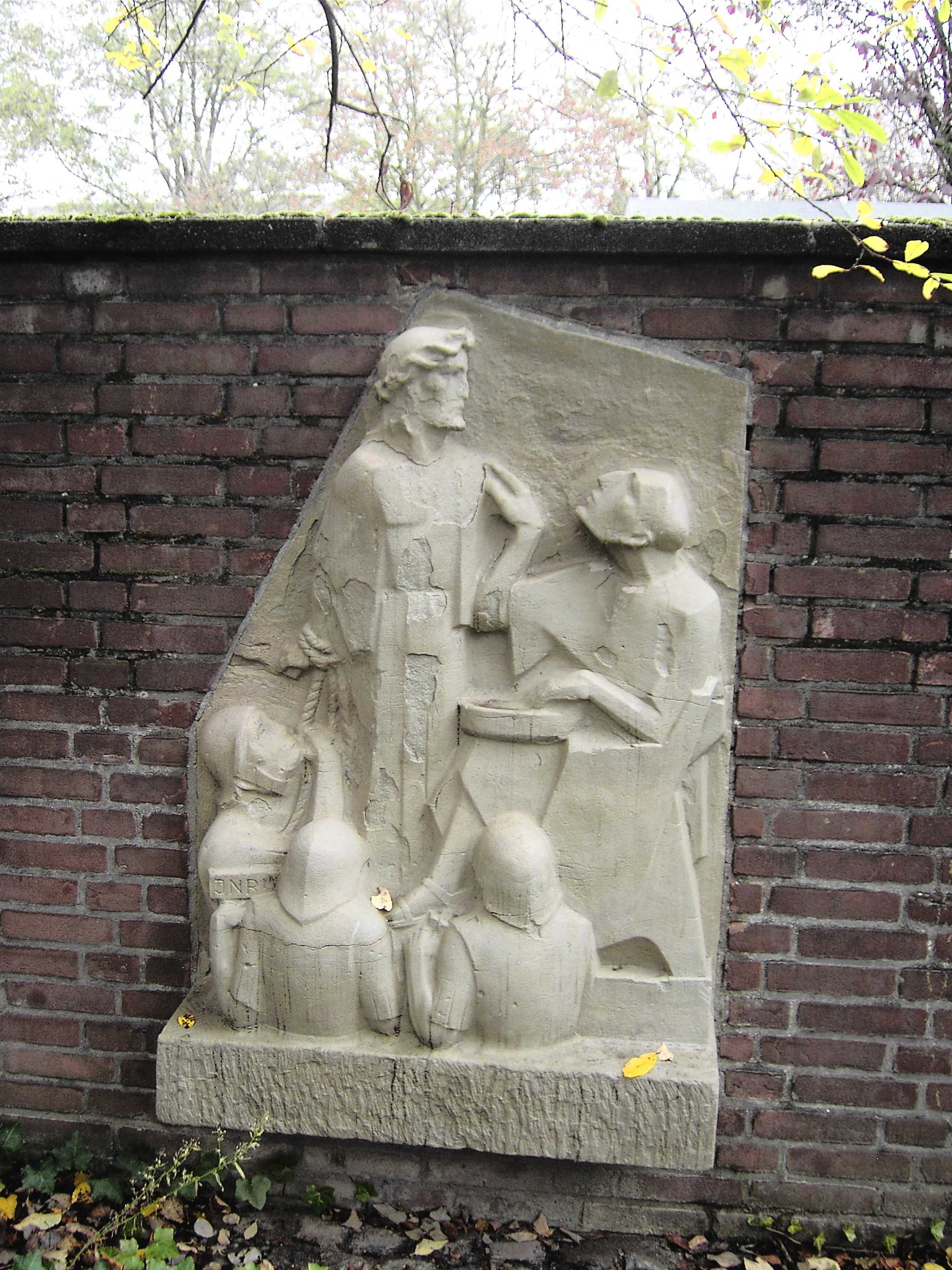
Proberelief für Kreuzweg, Meerbusch-Büderich
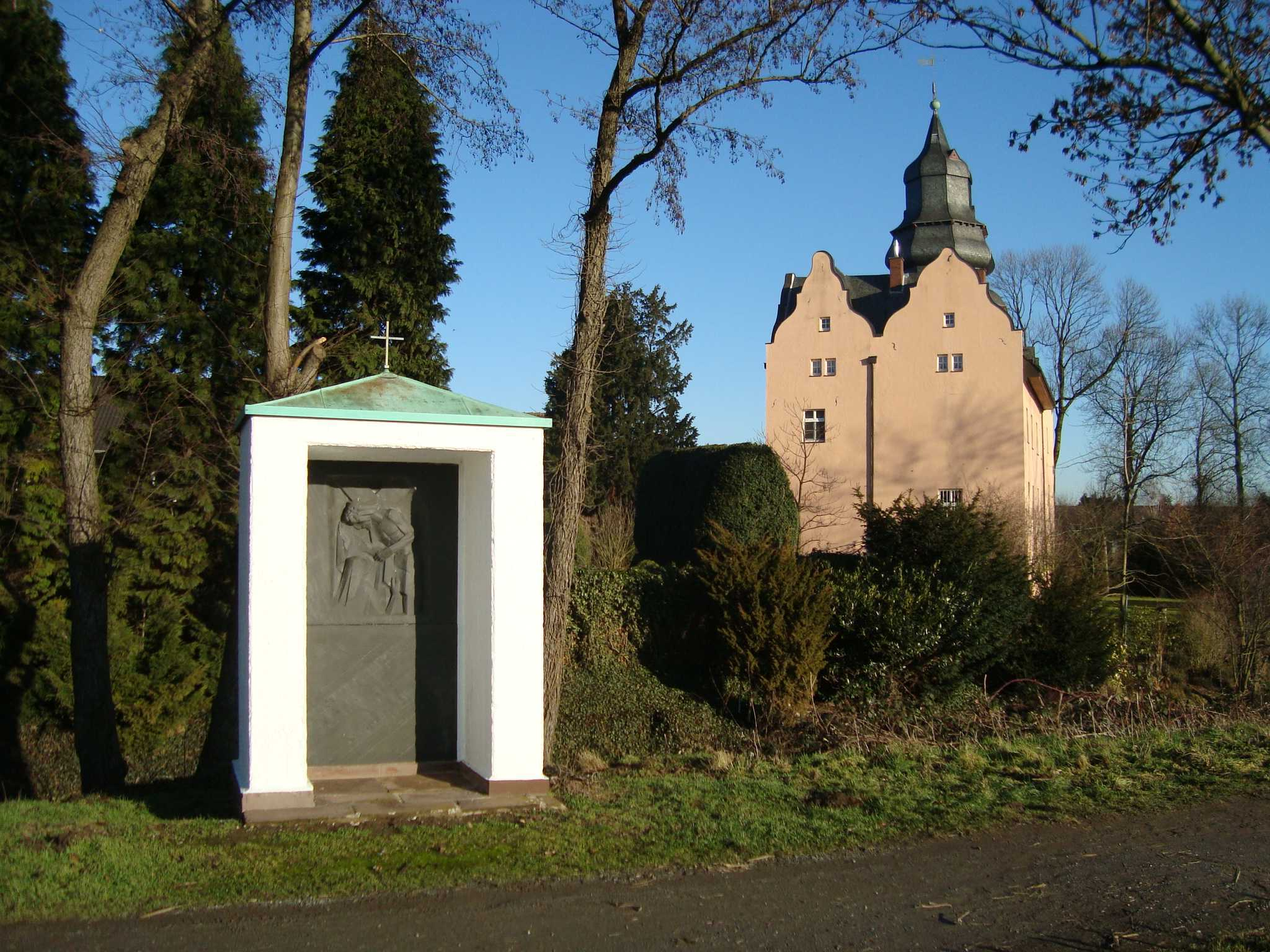
Kreuzwegstation am Dyckhof, Meerbusch-Büderich
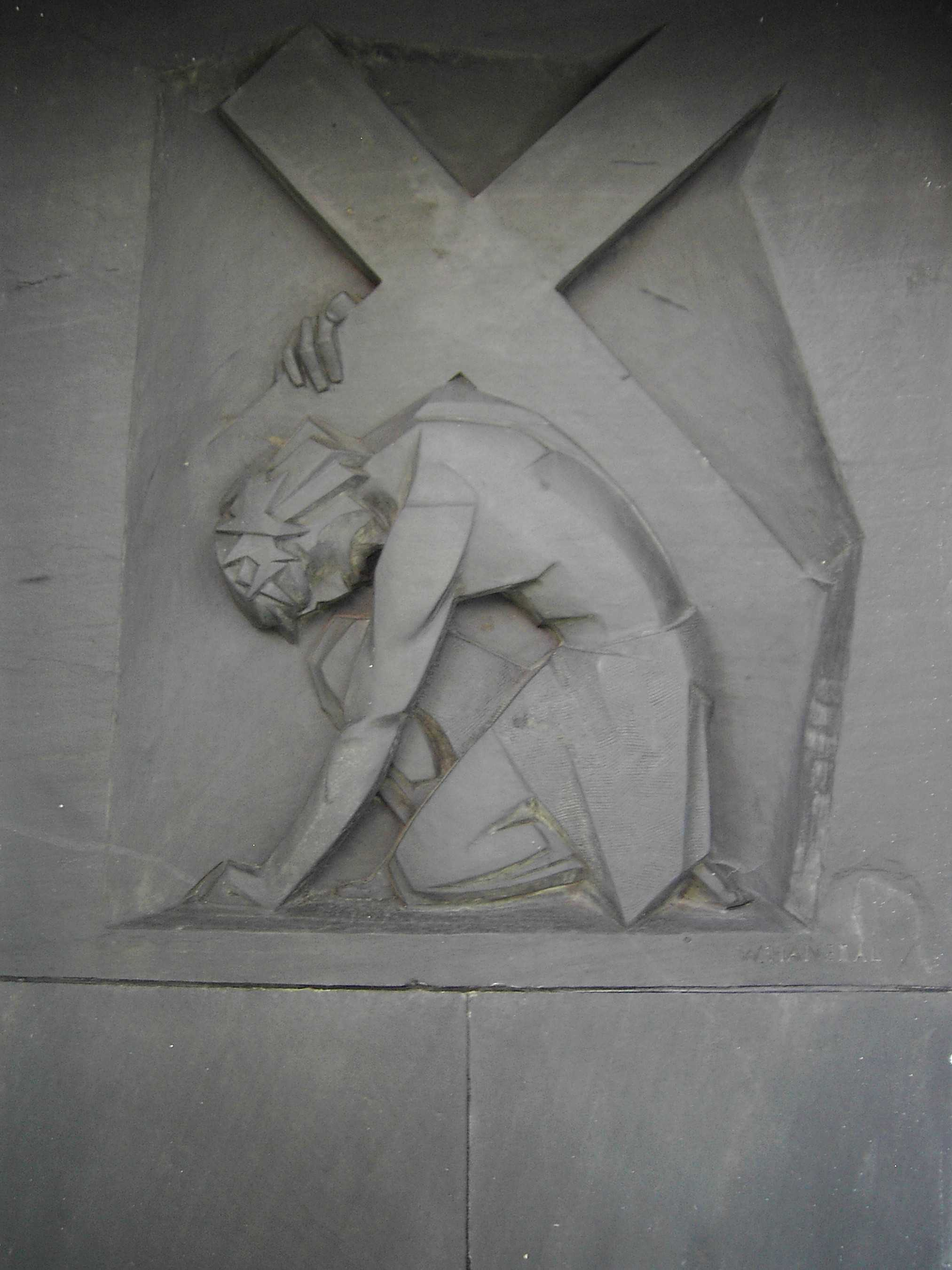
Kreuzwegstation am Dyckhof (Detail), Meerbusch-Büderich

## Werke im öffentlichen Raum (Auswahl)

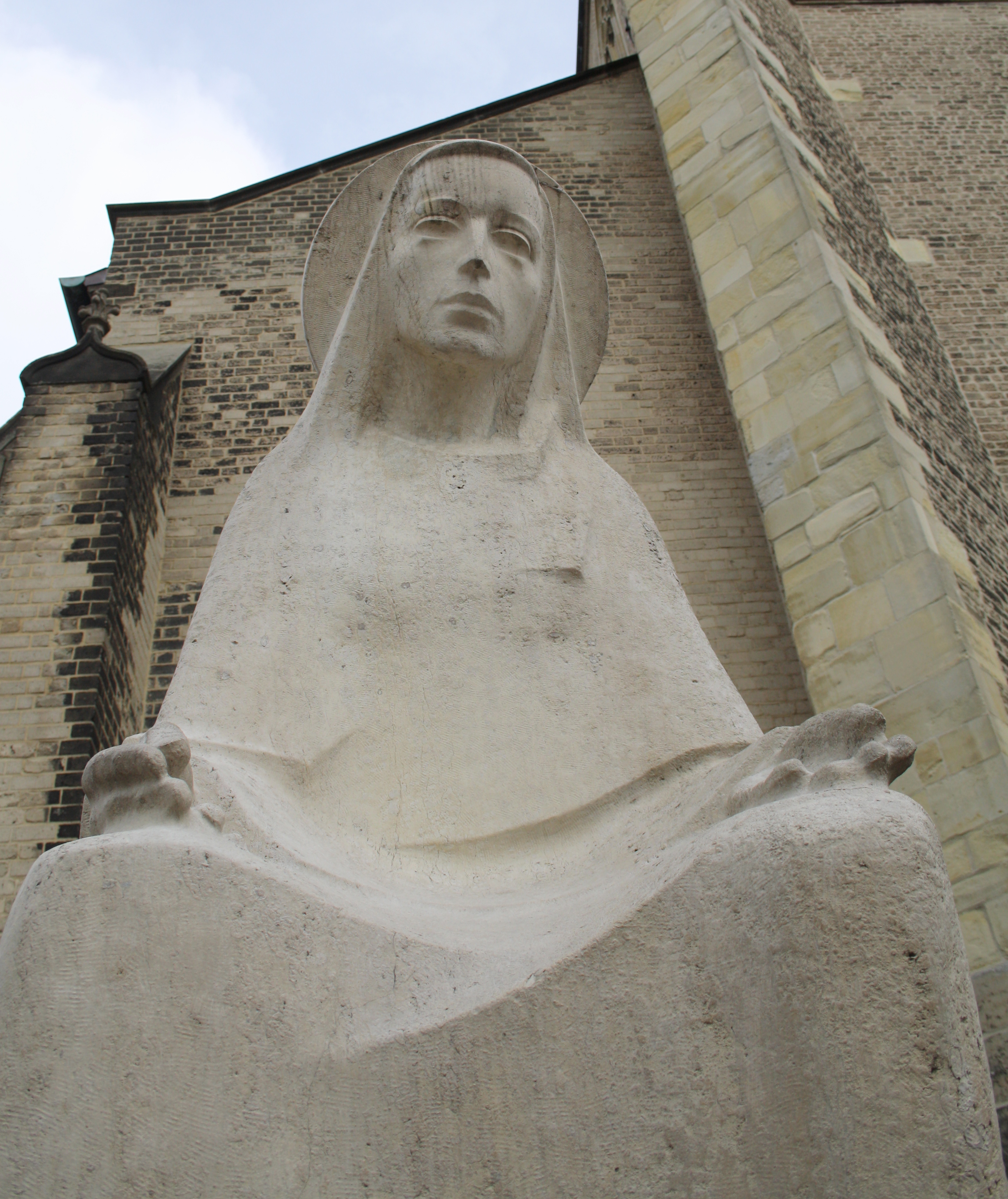
Marienstatue vor der St.-Georg-Kirche in Bocholt

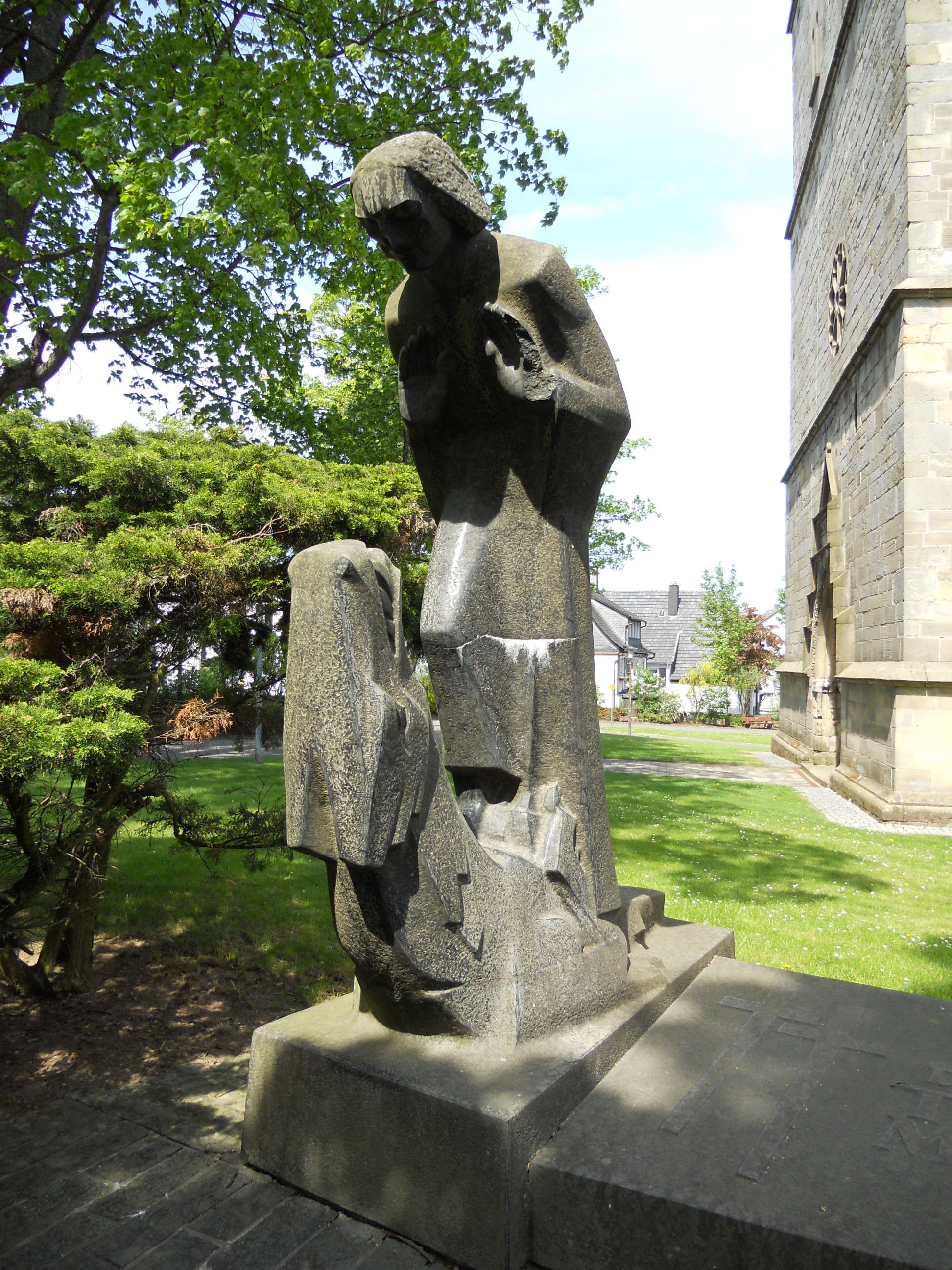
Mahnmal bei der Propsteikirche in Brilon

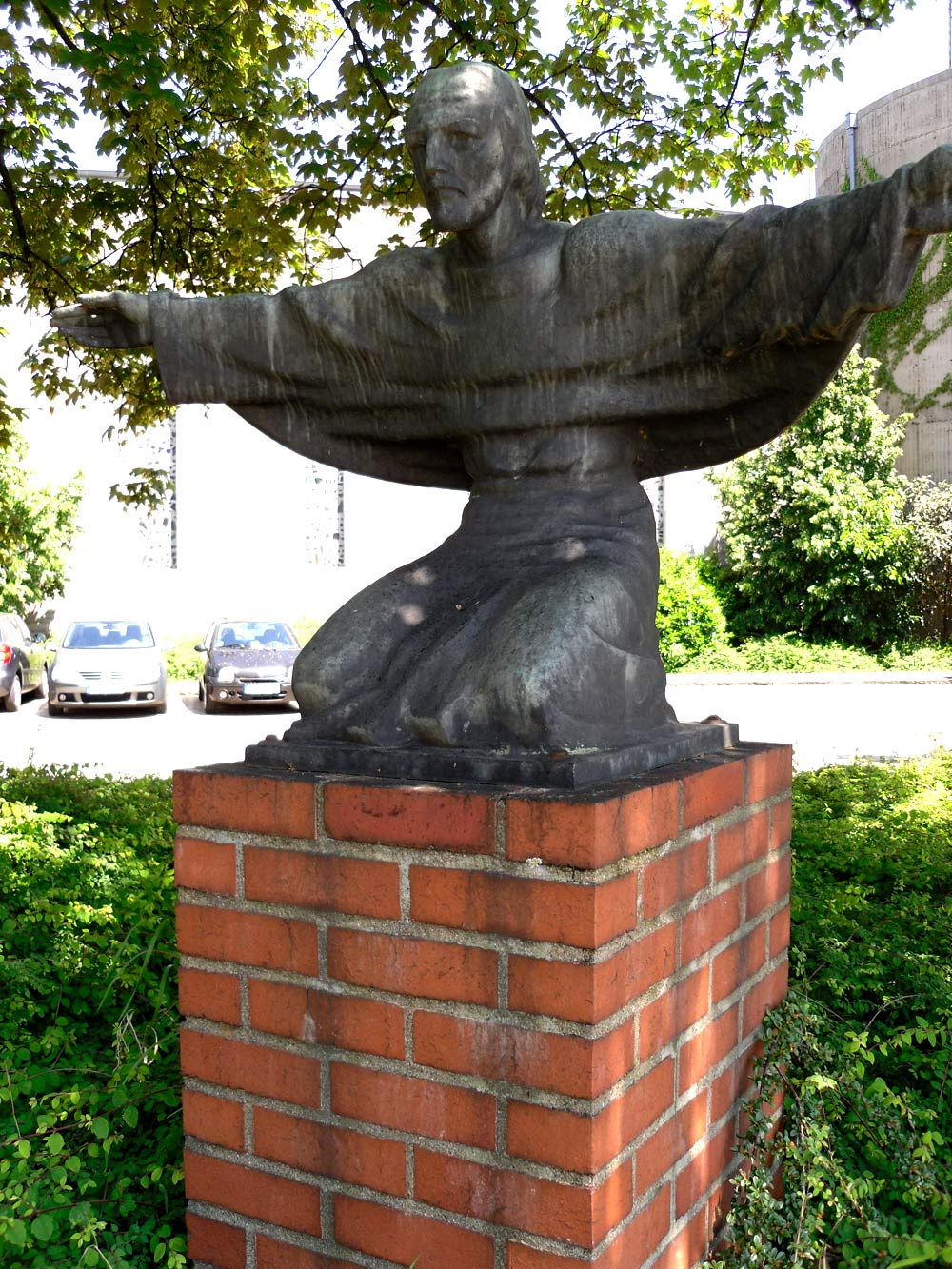
Heiligenfigur Segnender Christus vor der Bunkerkirche St. Sakrament in Düsseldorf-Heerdt

- Meerbusch-Büderich (Hanebals Wohnort):
  - 14 Kreuzwegstationen am Dyckhof (1960er- und 1970er-Jahre)
  - Sandsteinrelief Christus vor Pilatus, Arbeitsprobe für den oben genannten Kreuzweg[9]
  - der Bärenbrunnen auf dem Pausenhof der Mauritiusgrundschule
  - Mahnmal Trauernde, posthum aufgestellt am Grab des Künstlers.[1][10]
- Oberhausen-Sterkrade: Steinskulptur Hüttenmann (Der Eisengießer),  Zilianplatz/Bahnhofstraße (1960)
- Bocholt: Marienstatue vor der St.-Georg-Kirche (1957)
- Bottrop
- Neuss: Bronzeskulptur des Hl. Alexius, Ecke Augustinusstraße/Nordkanalallee (früher Nordkanalallee, am St.-Alexius-/St.-Josef-Krankenhaus)[11]
- Düsseldorf:
  - Heerdt: Bronze-Heiligenfigur Segnender Christus vor der Bunkerkirche St. Sakrament in Heerdt (1949)
  - Heerdt: Grabmal Maerz-Balzer auf dem Friedhof
  - Bilk: Ausstattung für die Martinskirche: Schmerzensmann für die Gefallenen-Kapelle, Tabernakel, Taufstein, Sedilen[12]
- Dinklage: Denkmal zur Erinnerung an Kardinal von Galen (bei der Kirche St. Catharina)
- Steinheim (Hanebals Geburtsort):
  - Bronzeskulptur Zwei Böckchen nahe der Nils-Holgerson-Grundschule (1962)[13]
  - Mahnmal auf dem Friedhof
- Bedburg: Mahnmal
- Haan: Mahnmal auf dem Karl-August-Jung-Platz (1957, entworfen gemeinsam mit D. Alexander Meinardus)[14]
- Brilon: Mahnmal bei der Propsteikirche (siehe Bild)
- Neukirchen-Vluyn: Wegekreuz im Neukirchener Pfarrgarten an der St.-Quirinus-Kirche[15]
- Bestwig-Nuttlar: Mahnmal Die Flehende im Dorfzentrum (1964)[16]
- Rheurdt: Ehrenmal für die Opfer des 1. Weltkrieges (1933)[17]
- Höxter: Tabernakel mit Thomasszene in der Nikolaikirche (1950/51)[18]
- Siegen-Geisweid: Mahnmal für die Opfer des 1. und 2. Weltkrieges um 1955, auf dem Friedhof Siegen-Geisweid, Wartburgstr. 25
- Uedemerbruch: Ehrenmal  für die Opfer des 1. und 2. Weltkrieges. 1937, vor der Kirche Zur Heiligen Familie[19]
- Körrenzig; Ehrenmal, in Diabas geschlagen, den auferstandenen Christus darstellend, vor der Kirche  Alt St. Peter